# Janetia homocera
Janetia homocera är en tvåvingeart som först beskrevs av Löw 1877.  Janetia homocera ingår i släktet Janetia och familjen gallmyggor. Inga underarter finns listade i Catalogue of Life.